# Eucaterva bonniwelli
Eucaterva bonniwelli is een vlinder uit de familie van de spanners (Geometridae). De wetenschappelijke naam van de soort is voor het eerst geldig gepubliceerd in 1922 door Camus & Swett.